# Strategische Kampfunterstützungstruppe der Volksrepublik China
Die Strategische Kampfunterstützungstruppe der Volksrepublik China (chinesisch 中國人民解放軍戰略支援部隊 / 中国人民解放军战略支援部队, Pinyin Zhōnggúo Rénmín Jiěfàngjūn Zhànlüè Zhīyuán Bùduì) ist eine von fünf Teilstreitkräften der Volksbefreiungsarmee. Sie wurde am 1. Januar 2016 in Dienst gestellt.
Die Strategische Kampfunterstützungstruppe betreibt im weitesten Sinne das, was bei den NATO-Streitkräften als Elektronische Kampfführung bezeichnet wird; ihr Kommandeur ist seit Juni 2021 General Ju Qiansheng (巨乾生, * 1962), bis dahin Leiter der Hauptabteilung Netzaktivitäten.

## Geschichte

### Abteilung für technische Aufklärung
Schon seit den Zeiten der Chinesischen Sowjetrepublik (1931–1934) besaß die Zentrale Militärkommission Abteilungen für Aufklärung (侦察科, Pinyin Zhēnchá Kē) sowie für Verschlüsselung und Entschlüsselung von Funknachrichten (机要译电科, Pinyin Jīyào Yìdiàn Kē). Nach der Gründung der Volksrepublik China wurde am 10. Dezember 1950 bei der ZMK die „Hauptabteilung Nachrichtendienst“ (总情报部, Pinyin Zǒng Qíngbào Bù) eingerichtet, die wiederum in eine Nachrichtendienstliche Abteilung (情报部, Pinyin Qíngbào Bù), eine Technische Abteilung (技术部, Pinyin Jìshù Bù) sowie eine Verbindungsabteilung (联络部, Pinyin Liánluò Bù) untergliedert war und dem Chef des Generalstabs，also Generalmajor Xu Xiangqian, direkt unterstand. Die Technische Abteilung wurde intern auch „Dritte Abteilung“ (第三部, Pinyin Dì Sān Bù) genannt.
Am 29. Februar 1953 wurde die Hauptabteilung Nachrichtendienst als übergeordnete Ebene aufgelöst, ihre drei Abteilungen bestanden jedoch fort und gingen 1954, als im Rahmen der ersten ordentlichen Verfassung Chinas die staatliche ZMK aufgelöst und durch den Nationalen Verteidigungsrat ersetzt wurde,
in den Apparat des Generalstabs der Volksbefreiungsarmee über. Die Technische Abteilung wurde nun in „Abteilung für technische Aufklärung des Generalstabs der chinesischen Volksbefreiungsarmee“ (中国人民解放军总参谋部技术侦察部, Pinyin Zhōnggúo Rénmín Jiěfàngjūn Zǒngcānmóubù Jìshù Zhēnchá Bù) umbenannt, auch bekannt als „Dritte Abteilung des Generalstabs“ (总参三部, Pinyin Zǒngcān Sān Bù), später dann „Einheit 61195 der Volksbefreiungsarmee“ (中国人民解放军61195部队, Pinyin Zhōnggúo Rénmín Jiěfàngjūn 61195 Bùduì) genannt. Bevor sie mit Wirkung vom 1. Januar 2016 in die Strategische Kampfunterstützungstruppe überging, hatte die Dritte Abteilung bzw. Einheit 61195 folgende Organisationsstruktur:
- Politische Abteilung (政治部, Pinyin Zhèngzhì Bù)[4]
- Abteilung für Logistik (后勤部, Pinyin Hòuqín Bù)[5]
- Hauptbüro (综合局, Pinyin Zōnghéjú)
- Büro für wissenschaftlich-technische Ausrüstung (科技装备局, Pinyin Kējì Zhuāngbèi Jú)[6]
- Büro für wissenschaftlich-technische Information (科技情报局, Pinyin Kējì Qíngbào Jú)[7]
- Büro 1 (第一局, Pinyin Dì Yī Jú), Peking
- Büro 2 (第二局, Pinyin Dì Èr Jú), Shanghai
- Büro 3 (第三局, Pinyin Dì Sān Jú), Peking
  - Amt 1 (第一处, Pinyin Dì Yī Chù)
  - Amt 2 (第二处, Pinyin Dì Èr Chù)
  - Amt 3 (第三处, Pinyin Dì Sān Chù)
  - Amt 4 (第四处, Pinyin Dì Sì Chù)[8]
- Büro 4 (第四局, Pinyin Dì Sì Jú), Qingdao[9]
- Büro 5 (第五局, Pinyin Dì Wǔ Jú), Yanqing
  - Abteilung für Propaganda (宣传科, Pinyin Xuānchuán Kē)[10]
- Büro 6 (第六局, Pinyin Dì Liù Jú), Wuhan
- Büro 7 (第七局, Pinyin Dì Qī Jú), Peking
- Büro 8 (第八局, Pinyin Dì Bā Jú), Peking
- Büro 9 (第九局, Pinyin Dì Jiǔ Jú), Peking
- Büro 10 (第十局, Pinyin Dì Shí Jú), Peking
- Büro 11 (第十一局, Pinyin Dì Shíyī Jú), Peking
- Büro 12 (第十二局, Pinyin Dì Shí’èr Jú), Shanghai
  - Amt 1 (第一处, Pinyin Dì Yī Chù)
  - Amt 2 (第二处, Pinyin Dì Èr Chù)
  - Amt 3 (第三处, Pinyin Dì Sān Chù)[11]
- Rechenzentrum (计算中心, Pinyin Jìsuàn Zhōngxīn), Peking

### Abteilung für elektronische Kampfführung

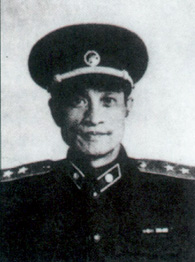
Generalleutnant Wang Zheng, der erste Leiter der Abteilung für elektronische Kampfführung

Die Einheit 61195 unterstützte zwar auch chinesische Firmen bei der IT-Sicherheit,
im Wesentlichen betrieb sie jedoch Auslandsaufklärung. Für die defensiven Aspekte und insbesondere die elektronische Kampfführung in einem offenen Konflikt war die Vierte Abteilung zuständig. Bereits im Dezember 1965 hatte Yang Chengwu (杨成武, 1914–2004), damals stellvertretender Stabschef, die Abteilung für Fernmeldewesen beim Generalstab (中国人民解放军通信兵部, Pinyin Zhōnggúo Rénmín Jiěfàngjūn Tōngxìnbīng Bù) angewiesen, sich Gedanken über die Einrichtung einer Radarabteilung zu machen. Durch die im folgenden Jahr ausgebrochene Kulturrevolution wurden diese Planungen jedoch unterbrochen. Als Yang Chengwu am 28. November 1974 wieder auf seinen Posten als stellvertretender Generalstabschef zurückkehrte, legte er besonderes Augenmerk auf die Entwicklung, die die elektronischen Kampfführung in den anderen Ländern genommen hatte. Am 18. Dezember 1975 überreichte Verteidigungsminister Ye Jianying auf sein Betreiben hin schließlich Mao Zedong einen „Bericht betreffs der Stärkung der elektronischen Kampfführung“ (关于加强电子对抗工作的报告), in dem die beiden Generäle vorschlugen, aus Mitgliedern des Staatsrats und der Zentralen Militärkommission eine Planungsgruppe zu bilden, die die Einrichtung einer gesonderten Abteilung für Radar und elektronische Kampfführung vorbereiten sollte. Am 20. Dezember 1975 billigte Mao die Vorschläge mit den auf das Deckblatt des Berichts geschriebenen Schriftzeichen 很好 („sehr gut“),
im November 1976 nahm besagte Vorbereitungsgruppe ihre Arbeit auf, und im April 1977 wurde schließlich die „Abteilung für elektronische Kampfführung und Radar“ (中国人民解放军总参谋部电子对抗、雷达部, Pinyin Zhōnggúo Rénmín Jiěfàngjūn Zǒngcānmóubù Diànzǐ Duìkàng + Léidá Bù) offiziell in Dienst gestellt.
Das Kommando hatte Generalleutnant Wang Zheng (王诤, 1909–1978). Nach dessen Tod am 13. August 1978 übernahm ab Januar 1980 General Qu Peiyong (屈培壅, 1922–2005) die Leitung der Einheit, die umgangssprachlich meist „Vierte Abteilung des Generalstabs“ (总参四部, Pinyin Zǒngcān Sì Bù) genannt wurde. Bevor sie mit Wirkung vom 1. Januar 2016 in die Strategische Kampfunterstützungstruppe überging, hatte die Vierte Abteilung folgende Organisationsstruktur:
- Politische Abteilung (政治部, Pinyin Zhèngzhì Bù)
- Büro 1 (第一局, Pinyin Dì Yī Jú)
- Büro 2 (第二局, Pinyin Dì Èr Jú), Radar
- Büro 3 (第三局, Pinyin Dì Sān Jú), wissenschaftlich-technische Ausrüstung[14]
- Büro 4 (第四局, Pinyin Dì Sì Jú)
- Elektronische Kampfbrigade (电子对抗旅, Pinyin Diànzǐ Duìkàng Lǚ)[15]
- Büro für optoelektronische Kampfführung (光电对抗室, Pinyin Guāngdiàn Duìkàng Shì)[16][17]
- 54. Forschungsinstitut des Generalstabs (中国人民解放军总参谋部第五十四研究所, seit 1. März 2002 das 54. Forschungsinstitut der China Electronics Technology Group Corporation)[18][19]
- Akademie für Elektrotechnik der Volksbefreiungsarmee (中国人民解放军电子工程学院, Pinyin Zhōnggúo Rénmín Jiěfàngjūn Diànzǐ Gōngchéng Xuéyuàn), Hefei[12]
- Erholungsheim für Kader, Hefei (合肥离职干部休养所, Pinyin Héféi Lízhí Gànbù Xiūyǎngsuǒ)
- Repräsentanz Peking (驻北京地区军事代表室, Pinyin Zhù Běijīng Dìqū Jūnshì Dàibiǎoshì)
- Repräsentanz Chengdu (驻成都地区军事代表室, Pinyin Zhù Chéngdū Dìqū Jūnshì Dàibiǎoshì)
- Repräsentanz Guilin (驻桂林地区军事代表室, Pinyin Zhù Guìlín Dìqū Jūnshì Dàibiǎoshì)
- Repräsentanz Shenyang (驻沈阳地区军事代表室, Pinyin Zhù Shěnyáng Dìqū Jūnshì Dàibiǎoshì)
- Repräsentanz Nanjing (驻南京地区军事代表室, Pinyin Zhù Nánjīng Dìqū Jūnshì Dàibiǎoshì)
- Repräsentanz Hangzhou (驻杭州地区军事代表室, Pinyin Zhù Hángzhōu Dìqū Jūnshì Dàibiǎoshì)
- Repräsentanz Xi’an (驻西安地区军事代表室, Pinyin Zhù Xī’ān Dìqū Jūnshì Dàibiǎoshì)

### Tiefgreifende Reform der Landesverteidigung und des Militärs
Gleich nachdem Xi Jinping am 15. November 2012 auf dem 18. Parteitag der KPCh zum Generalsekretär der Kommunistischen Partei Chinas und zum Vorsitzenden der Zentralen Militärkommission der KPCh gewählt worden war, begann er mit den Vorbereitungen für eine Militärreform. Öffentlich machte er dies im November 2013 am Ende einer Rede auf der 3. Plenartagung des Zentralkomitees der Kommunistischen Partei Chinas.
Neben der Ausgliederung des 2. Artillerie-Korps als eigenständige Teilstreitkraft für die strategischen Kernwaffen war einer der wichtigsten Aspekte der Strukturreform die Bündelung der IT-Fähigkeiten. Dies war eine hochkomplexe Angelegenheit, und bevor der endgültige Zuschnitt der zukünftigen Kampfunterstützungstruppe festgelegt wurde, fanden im Laufe des Jahres 2015 fünf große Manöver statt, an denen neben Heer, Marine, Luftwaffe, 2. Artillerie und Bewaffneter Volkspolizei auch der Nachrichtendienst des Generalstabs (ein traditioneller Mensch-zu-Mensch Geheimdienst), die Technische Aufklärung, die Elektronische Kampfführung und andere Kampfunterstützungseinheiten teilnahmen. Hierbei wurde erstmals die Integration der IT-Systeme von Heer und Luftwaffe, Aufklärung, Nachrichtendienst und Kommandostrukturen geübt. Diese Integration sowie die der Elektronischen Kampfführung und der sich entwickelnden Cyberkrieg-Fähigkeiten waren bereits seit den frühen 2000er Jahren in der Volksbefreiungsarmee angestrebt worden.
Das Ergebnis war, dass der Nachrichtendienst (情报局, Pinyin Qíngbào Jú) wie schon seit 1954 beim Generalstab blieb und mit diesem in den Apparat der Zentralen Militärkommission wanderte. Die operativen Abteilungen von Technischer Aufklärung und Elektronischer Kampfführung wurden der „Einheit 61786“ (中国人民解放军61786部队, Pinyin Zhōnggúo Rénmín Jiěfàngjūn 61786 Bùduì) mit Hauptquartier am Fuß des Yan-Gebirges nördlich von Peking zugeteilt, die wiederum den Kern der „Hauptabteilung Netzaktivitäten“ bildet, umgangssprachlich immer noch als „Dritte Abteilung“ bezeichnet.
Da mit der Militärreform ein Wechsel vom Prinzip des Territorialheers zur Strategie der Vorneverteidigung einherging („China wird in Korea verteidigt“),
was verlässliche Aufklärungs-, Kommunikations- und Navigationssatelliten erforderlich machte, wurden auch alle mit der Raumfahrt verbundenen Einrichtungen, zusammengefasst in der „Hauptabteilung Raumfahrt“ und der „Hauptabteilung Satellitenstarts, Bahnverfolgung und Steuerung“ (dem ehemaligen „Generalkommando Satellitenstarts, Bahnverfolgung und Steuerung“ beim Hauptzeugamt), der Strategischen Kampfunterstützungstruppe unterstellt. Derzeitiger (2022) Leiter der Hauptabteilung Raumfahrt und stellvertretender Kommandant der Strategischen Kampfunterstützungstruppe ist Generalleutnant Shang Hong (尚宏, *1960), bis 31. Dezember 2015 Kommandant des Kosmodroms Jiuquan.
Die bemannte Raumfahrt wurde dagegen aus der alten Struktur ausgegliedert und der zum 7. Januar 2016 neugeschaffenen Abteilung für Waffenentwicklung der Zentralen Militärkommission unterstellt. Die Strategische Kampfunterstützungstruppe hat – entsprechend ihrer Bezeichnung – nur unterstützende Funktion, sie ist für die Infrastruktur der chinesischen Raumfahrt zuständig.
Konteradmiral Yin Zhuo (尹卓, *1945), früherer Vorsitzender der Beratenden Expertenkommission für die Digitalisierung der Marine und Vater der chinesischen Marinebasis in Dschibuti,
erläuterte die Aufgaben der Strategischen Kampfunterstützungstruppe folgendermaßen:
- Überwachung und Ausforschung gegnerischer Ziele; Abschöpfung von Informationen im Besitz besagter Ziele
- Betrieb der Navigationssysteme in Frieden und Krieg, einschließlich des Beidou-Satellitennavigationssystems und der chinesischen Aufklärungssatelliten; Schutz besagter Systeme vor Störung durch den Gegner
- Abwehr von Angriffen auf die chinesische Luftraumüberwachung, das Küstenradar, den Funkverkehr, das zivile Internet sowie das regierungseigene und das VBA-eigene Intranet[27]

Mit der Inbetriebnahme des Vier-Antennen-Arrays der Tiefraumstation Kashgar Mitte November 2020 war der Aufbau der Strategischen Kampfunterstützungstruppe zunächst abgeschlossen.

## Struktur
Die bei einer großen Feier im VBA-Gebäude am 31. Dezember 2015 mit Wirkung vom 1. Januar 2016 als neue Teilstreitkraft der Volksbefreiungsarmee in Dienst gestellte Strategische Kampfunterstützungstruppe
– die ersten eigenen Rekruten erhielt die Einheit am 20. September 2016 –
hat folgende Struktur:
- Stab (参谋部, Pinyin Cānmóubù)
  - Kanzlei (直属工作局, Pinyin Zhíshǔ Gōngzuò Jú)[30]
  - Büro für die Planung von Nachschub- und Hilfsdiensten durch die Zivilbevölkerung (战勤计划局, Pinyin Zhànqín Jìhuà Jú)[31]
  - Büro für Ausbildung (训练局, Pinyin Xùnliàn Jú)[32]
  - Erholungsheim der Strategischen Kampfunterstützungstruppe, Xingcheng (战略支援部队兴城疗养院, Pinyin Zhànlüè Zhīyuán Bùduì Xīngchéng Liáoyǎngyuàn)[33]
- Abteilung für politische Arbeit (政治工作部, Pinyin Zhèngzhì Gōngzuò Bù)
  - Büro für Kaderangelegenheiten (干部局, Pinyin Gànbù Jú)[32]
- Disziplinarkommission (纪律检查委员会, Pinyin Jìlǜ Jiǎnchá Wěiyuánhuì)[34]
- Hauptabteilung Netzaktivitäten (网络系统部, Pinyin Wǎngluò Xìtǒng Bù), auch bekannt als „Dritte Abteilung“ (第三部, Pinyin Dì Sān Bù)
  - Stab (参谋部, Pinyin Cānmóubù)
  - Abteilung für politische Arbeit (政治工作部, Pinyin Zhèngzhì Gōngzuò Bù)
  - Abteilung für Logistik (后勤部, Pinyin Hòuqín Bù)
  - Abteilung für Ausrüstung (装备部, Pinyin Zhuāngbèi Bù)
  - Einheit 61786 (61786部队, Pinyin 61786 Bùduì), Peking[35][36]
  - Krankenhaus 316 der Volksbefreiungsarmee (中国人民解放军第三一六医院, Pinyin Zhōnggúo Rénmín Jiěfàngjūn Dì Sān Yī Liù Yīyuàn), Peking
  - 56. Forschungsinstitut (第五十六研究所, Pinyin Dì Wǔshíliù Yánjiūsuǒ), auch bekannt als „Südostchinesisches Forschungsinstitut für Computertechnik“ (江南计算技术研究所, Pinyin Jiāngnán Jìsuàn Jìshù Yánjiūsuǒ), Wuxi[37]
  - 58. Forschungsinstitut (第五十八研究所, Pinyin Dì Wǔshíbā Yánjiūsuǒ), Peking
  - Zentrum für Netzsicherheit (战略支援部队网络安全基地, Pinyin Zhànlüè Zhīyuán Bùduì Wǎngluò Ānquán Jīdì), berät Zentral Verwaltete Unternehmen[38]
- Hauptabteilung Raumfahrt (航天系统部, Pinyin Hángtiān Xìtǒng Bù)
  - Abteilung für politische Arbeit (政治工作部, Pinyin Zhèngzhì Gōngzuò Bù)
    - Büro für Kaderangelegenheiten (干部局, Pinyin Gànbù Jú)
    - Pressestelle (创作室, Pinyin Chuàngzuò Shì)

  - Prüf- und Beschaffungsamt (试验装备物资采购局, Pinyin Shìyàn Zhuāngbèi Wùzī Cǎigòu Jú)
  - Büro Ostchina (华东办事处, Pinyin Huádōng Bànshìchù), Shanghai[39][40]
  - Kernwaffentestgelände Lop Nor (Basis 21)
  - Forschungs- und Entwicklungszentrum für Aerodynamik, An (中国空气动力研究与发展中心, Pinyin Zhōnggúo Kōngqì Dònglì Yánjiū yǔ Fāzhǎn Zhōngxīn), auch bekannt als „Basis 29“
  - Raumfahrtkontrollzentrum Peking
  - Forschungs- und Entwicklungszentrum für Raumfahrt (航天研发中心, Pinyin Hángtiān Yánfā Zhōngxīn)
  - Forschungsinstitut für Bauingenieurwesen (工程设计研究所, Pinyin Gōngchéng Shèjì Yánjiūsuǒ)[41]
  - Zentrum für künstlerisch anspruchsvolles Fernsehen (电视艺术中心, Pinyin Diànshì Yìshù Zhōngxīn)[42]
  - Raumfahrerkorps der Volksbefreiungsarmee
  - Büro für satellitengestützte Aufklärung (战略支援部队航天侦察局, Pinyin Zhànlüè Zhīyuán Bùduì Hángtiān Zhēnchá Jú)[43]
- Hauptabteilung Satellitenstarts, Bahnverfolgung und Steuerung (中国卫星发射测控系统部, Pinyin Zhōnggúo Wèixīng Fāshè Cèkòng Xìtǒng Bù)
  - Kosmodrom Jiuquan (Basis 20)
  - Bahnverfolgungsschiffsbasis Jiangyin (Basis 23)
  - Kosmodrom Taiyuan (Basis 25)
  - Satellitenkontrollzentrum Xi’an (Basis 26)
  - Kosmodrom Xichang (Basis 27)
    - Qualitätskontrolle Xichang (西昌质量监督站, Pinyin Xīchāng Zhìliàng Jiāndū Zhàn)[44]
    - Kosmodrom Wenchang

  - Forschungsinstitut für Bahnverfolgungs- und Kommunikationstechnik, Peking
  - Institut für spezielle Ingenieurprojekte, Peking (北京特种工程设计研究院, Pinyin Běijīng Tèzhǒng Gōngchéng Shèjì Yánjiūyuàn)[45][46]
- Medizinisches Zentrum der Strategischen Kampfunterstützungstruppe, Peking (战略支援部队特色医学中心, Pinyin Zhànlüè Zhīyuán Bùduì Tèsè Yīxué Zhōngxīn)
- Prüfzentrum für elektronische Ausrüstung, Luoyang (中国洛阳电子装备试验中心, Pinyin Zhōnggúo Luòyáng Diànzǐ Zhuāngbèi Shìyàn Zhōngxīn), auch bekannt als „Basis 33“ (第33基地, Pinyin Dì 33 Jīdì) oder „Einheit 63880“ (63880部队, Pinyin 63880 Bùduì)[47][48]
- Hochschule für Informatik (中国人民解放军战略支援部队信息工程大学, Pinyin Zhōnggúo Rénmín Jiěfàngjūn Zhànlüè Zhīyuán Bùduì Xìnxī Gōngchéng Dàxué)
  - Hauptstandort Zhengzhou
  - Außenstelle Luoyang (ehemaliges Fremdspracheninstitut der Volksbefreiungsarmee/中国人民解放军外国语学院, Schwerpunkt des Lehrplans auf Informatik umgestellt)
- Hochschule für Raumfahrttechnik
  - Standort Huairou
  - Standort Changping
  - Standort Shahe

Die Hauptabteilung Netzaktivitäten verfügt über fünf Aufklärungszentralen, die jeweils einer der fünf mit Wirkung vom 1. Januar 2016 neugeschaffenen Kriegszonen zugeordnet sind. Auch die einzige offizielle Einrichtung für Psychologische Kriegsführung – die ehemalige Abteilung für Propaganda, bei der 1983/1984 der spätere Literaturnobelpreisträger Mo Yan tätig war – untersteht der Hauptabteilung Netzaktivitäten. Die Hauptabteilung Satellitenstarts, Bahnverfolgung und Steuerung betreibt neben ihren chinesischen Standorten auch mehrere Bodenstationen im Ausland. Während über das Raumfahrtkontrollzentrum Peking die bemannten Missionen überwacht und die Rover auf Mond und Mars gesteuert werden, ist die Zentrale der Hauptabteilung in Xi’an für die Überwachung von Satelliten zuständig. Insbesondere werden von dort folgende Systeme gesteuert:
- Beidou (Navigationssatelliten)
- Jianbing (Erdbeobachtungssatelliten)
- Fenghuo (taktische Kommunikationssatelliten)
- Shentong (strategische Kommunikationssatelliten)
- Qianshao (Frühwarnsatelliten)